# 2022年贝尔谢巴袭击
2022年3月22日，以色列贝尔谢巴发生了一起持刀襲擊和車輛衝撞攻擊事件，此次事件造成包括兇手在內的5人丧生，另有2人受伤。

## 背景
2022年初，以色列安全部队与巴勒斯坦人发生了一系列冲突，但主要局限于約旦河西岸地區和耶路撒冷。 

## 襲擊事件
袭击于下午當天16点10分左右开始，当时兇手穆罕默德·阿布·基扬 (Mohammed Abu al-Kiyan) 开车前往當地的一个加油站刺死了加油站一名女員工。 然后他又开车到一个购物中心殺死了一位男性被害人
穆罕默德·阿布·基扬然后去了另一个购物中心，在那里他刺死了两个人。然后一位巴士司机亚瑟·柴莫夫（Arthur Chaimov）發現了異常狀況，他本以為只是發生了一起車禍，但他來到兇手身邊時發現穆罕默德·阿布·基扬手上有一把刀。亚瑟柴莫夫於是要求基扬立刻放下刀投降，基扬拒絕並且準備持刀刺向亚瑟·柴莫夫，亚瑟·柴莫夫立即掏出枪将他击毙。 四分钟后警察赶到事發現場。
基扬行凶時間持续了約8分钟， 這是自2017年耶路撒冷卡車襲擊事件以来發生的同类袭击中最嚴重的一起襲擊。

## 肇事者
穆罕默德·阿布·基扬出生於以色列内盖夫地区胡拉镇，是一位以色列阿拉伯裔公民。他曾是一名学校教师，並多次被捕入狱（例如2015年），据报道他曾呼籲學生支持伊斯兰国并替該組織宣传。 基扬曾一度表示，他希望加入位於叙利亚的伊斯兰国。
2016年，基扬因宣传伊斯兰国而被判入狱。他后来为自己的行为道歉，并于 2019年获释。

## 後續
哈马斯和巴勒斯坦伊斯兰圣战运动支持兇手發動襲擊，哈马斯称“反抗以色列侵略者的鬥爭仍在继续，我们不会停止”。 伊斯兰国方面没有表態。 
以色列的多名政界人士和多個政黨例如纳夫塔利·贝内特、阿耶莱特·沙克德、亚伊尔·拉皮德和聯合阿拉伯名單紛紛譴責此次襲擊事件。
联合国中东和平进程特别协调员表示没有不應該有任何理由為暴力或恐怖主义辩护。杀戮平民不是什么英勇行为，也没有任何理由赞扬这种行为。 美国驻以色列大使表示这是一次“卑鄙的恐怖袭击”。 希腊外交部也在推特上谴责此次襲擊。 